# Вид на жительство
Вид на жительство (ВНЖ) — документ, подтверждающий право на долгосрочное проживание на территории государства лица, не являющегося гражданином данного государства — то есть иностранного гражданина либо лица без гражданства.
В некоторых странах и в некоторых случаях ВНЖ может быть также документом, удостоверяющим личность владельца. ВНЖ, как правило, даёт право на свободное перемещение по стране и проживание в ней в течение срока действия документа. В то же время в некоторых странах наличие вида на жительство не освобождает от необходимости получения постоянно проживающими на их территории гражданами въездных и выездных виз.
Некоторые страны (например, Швейцария, Австрия, Испания, Италия, Мальта, Эстония и другие) имеют в своем законодательстве положения, позволяющие состоятельным иностранцам получать вид на жительство без права на работу. Хотя в перечисленных странах иностранцы могут получить и другой тип вида на жительство — с правом на работу.
Возможность перехода с временного вида на жительство на постоянный вид на жительство (или статус постоянного резидента, именуемый также ПМЖ) возникает обычно через 5 лет (в большинстве стран, входящих в ЕС). Тем не менее в некоторых странах (Бельгия, Венгрия) переход с временного на постоянный вид на жительство возможен через три года легального проживания в стране. В Швейцарии в большинстве случаев переход на статус постоянного жителя (Permit C) возможен после 10 лет в статусе временного жителя (Permit B).
В России нет разделения на постоянный и временный виды на жительство (но есть РВП). Любой вид на жительство в России постоянный, но его необходимо ежегодно подтверждать.

## В России
Вид на жительство выдается без ограничения срока действия, за исключением вида на жительство высококвалифицированному специалисту и членам его семьи, который выдается на срок действия разрешения на работу, выданного указанному высококвалифицированному специалисту. До получения вида на жительство иностранный гражданин обязан прожить в Российской Федерации не менее одного года на основании разрешения на временное проживание. Количество продлений срока действия вида на жительство не ограничено.
Для отдельных категорий иностранных граждан, в соответствии с международными договорами (граждане Белоруссии и Казахстана), установлена возможность, минуя стадию получения разрешения на временное проживание, обратиться с заявлением о выдаче вида на жительство. В соответствии с соглашением 2006 года об обеспечении равных прав на свободу передвижения, выбор места пребывания и жительства на территориях государств — участников Союзного государства граждане Республики Беларусь оформляют вид на жительство в России в упрощённом порядке (аналогично для граждан РФ в Беларуси). Ранее схожий порядок применялся также в отношении граждан Туркменистана.
Круг заявителей, имеющих право на выдачу вида на жительство в Российской Федерации, довольно широк. Получить вид на жительство в РФ имеют право:
- иностранные граждане, проживающие по разрешению на временное проживание;
- иностранные граждане, осуществляющие трудовую деятельность в Российской Федерации в официальном порядке;
- высококвалифицированные специалисты и члены семьи высококвалифицированного специалиста;
- иностранные граждане, являющиеся участниками Государственной программы по оказанию содействия добровольному переселению в Российскую Федерацию соотечественников;
- иностранные граждане, признанные носителями русского языка

и прочие категории иностранных граждан, согласно ФЗ от 25 июля 2002 г. № 115-ФЗ «О правовом положении иностранных граждан в Российской Федерации».
Вид на жительство в России наделяет его обладателя правом на трудоустройство без оформления разрешительных документов, на пользование социальными правами наравне с гражданами Российской Федерации, на ведение бизнеса, а также на получение гражданства РФ.

## В Азербайджане
Вид на жительство в Азербайджане — это официальное разрешение, предоставляющее иностранцам право жить в стране в течение определённого срока. Государственная миграционная служба Азербайджана выдает и продлевает виды на жительство в Азербайджане. Иностранцы могут подать заявление на получение вида на жительство и его продление онлайн или же обратиться в соответствующее учреждение.

## В Казахстане
Статус вида на жительство (ВНЖ) в Республике Казахстан предоставляет его владельцу следующие возможности:
- проживать в любом регионе / городе Казахстана
- свободно въезжать / выезжать из страны без оформления визы и дополнительных документов
- осуществлять трудовую, предпринимательскую деятельность без необходимости получения разрешения на работу
- приобретать недвижимость, транспорт

## В Таиланде
Годовая квота на предоставление постоянного места жительства в Таиланде составляет не более 100 человек на страну. Иностранец может подать заявку на получение вида на жительство, если он уже более трёх лет проживает на территории Королевства по любой неиммиграционной визе, то есть годовая виза должна быть трижды продлена. У заявителя не должно быть судимости ни в Таиланде, ни в стране происхождения. Кроме того, заявитель должен соответствовать минимум одной из следующих категорий:
- иностранный инвестор (минимум 3-10 миллионов бат);
- бизнесмен/рабочий с разрешением на работу;
- члены семьи граждан Таиланда;
- члены семьи человека, имеющего вид на жительство;
- научные сотрудники, занимающиеся исследованиями;
- пенсионеры, желающие остаться в Таиланде навсегда;
- другие категории, определяемые тайскими законами об иммиграции.

Преимущества получения вида на жительство в Таиланде:
- право на постоянное проживание в Таиланде без подачи заявления на продление пребывания;
- возможность регистрации недвижимости на своё имя;
- покупка недвижимости без банковского перевода из заграницы;
- упрощённое получение разрешения на работу;
- возможность стать директором тайской публичной компании;
- возможность подать заявку на продление пребывания и статус постоянного жителя для членов вашей семьи;
- после десяти лет проживания с видом на жительство — возможность стать гражданином Таиланда.

Обладатель вида на жительство должен каждый год перерегистрироваться в книге регистрации иностранцев (красная книга) — эквивалент удостоверения личности. При потребности покинуть страну, а затем вернуться в Таиланд, необходимо подать заявку на получение разрешения на повторный въезд. Разрешение на проживание никогда не истекает, но может быть аннулировано судом.